# Глаголева, Нина Алексеевна
Нина Алексеевна Глаголева (1925—2004) — советский и российский киновед, архивист, старший научный сотрудник отдела научной обработки отечественного фильмофонда Госфильмофонда СССР (1949—1980). Заслуженный работник культуры РСФСР (1965).

## Биография
В 1944 году поступила на экономический факультет Всесоюзного государственного института кинематографии. В 1945 году переведена на только что созданный киноведческий факультет (мастерская Иосифа Долинского). В 1949 году по окончании института в числе других киноведов первого выпуска стала одним из первых научных сотрудников учреждённого годом ранее Госфильмофонда СССР и осталась им до конца своей жизни. 
Параллельно с систематизацией советских фильмов, которые заложили основу будущей отечественной киноколлекции, участвовала в процессе по превращению складских помещений бывшего Всесоюзного фильмохранилища в научное учреждение. Вместе со своими коллегами из отдела научной обработки отечественного фильмофонда выработала оптимальный принцип аннотирования фильмов, который был положен в основу одного из первых научных справочников – «Советские художественные фильмы. Аннотированный каталог». Участвовала в подготовке и выпуске его томов, заложивших фундамент отечественной фильмографии. Была также одним из авторов биофильмографического справочника «Сценаристы советского художественного кино. 1917–1967», участвовала в работе над четырёхтомным биофильмографическим справочником «Режиссёры советского художественного кино». Для пополнения архива документами ездила по стране в поисках материалов по истории советского кино, разбросанных по разным киностудиям страны.

### Справочники
- Советские художественные фильмы: аннотированный каталог. Том 1. Немые фильмы (1918—1935) / Сост. Н. А. Глаголева и др., ред. А. В. Мачерет (руководитель) и др. — Москва: Искусство, 1961. — 527 с.
- Советские художественные фильмы: аннотированный каталог. Том 2. Звуковые фильмы (1930—1957) Сост. Н. А. Глаголева и др., ред. А. В. Мачерет (руководитель) и др. – Москва, 1961. – 784 с.
- Советские художественные фильмы: аннотированный каталог / Всесоюзный фонд кинофильмов. — Москва: Искусство, 1968 — . — На обороте тит. л. сост.: Н. А. Глаголева, В. Н. Антропов, Н. И. Клейман и др. (1958—1963) / Всесоюзный фонд кинофильмов; сост.: Н. А. Глаголева, В. Н. Антропов, Н. И. Клейман. — 1968. — 824 с.
- Сценаристы советского художественного кино. 1917—1967: Справочник / Отв. редактор О. В. Якубович-Ясный. Отв. за выпуск Н. А. Глаголева; Госфильмофонд СССР. — Москва: Искусство, 1972. — 439 с.
- Советские художественные фильмы: аннотир. каталог / Всесоюз. гос. фонд кинофильмов; Всесоюзный фонд кинофильмов. — Москва: Искусство, 1968 — . — На обороте тит. л. сост.: Н. А. Глаголева, В. Н. Антропов, Н. И. Клейман и др. Т. 5: 1964—1965 / общ. ред. К. П. Пиотровский; отв. ред. О. В. Якубович. — 1979. — 432 с.